# Кинякін Сергій Іванович
Кинякін Сергій Іванович (нар. 6 жовтня 1961, Велика Саровка, Колпашевський район, Томська область) — радянський академічний веслувальник, учасник Олімпійських ігор, чемпіон світу.

## Життєпис
На чемпіонаті світу 1982 Сергій Кинякін зайняв одинадцяте місце в змаганнях двійок парних. Наступного року на чемпіонаті світу в змаганнях двійок парних був сьомим.
На чемпіонаті світу 1986 Кинякін став чемпіоном в змаганнях четвірок парних. Наступного року на чемпіонаті світу в змаганнях четвірок парних став чемпіоном вдруге.
На Олімпійських іграх 1988 Кинякін у складі радянської команди (Павло Крупко, Олександр Заскалько, Сергій Кинякін, Юрій Зелікович) фінішував четвертим в четвірках парних.
На чемпіонаті світу 1990 в складі парної четвірки став чемпіоном втретє, а 1991 року — вчетверте.
На Олімпіаді 1992 в складі парної четвірки Об'єднаної команди (Валерій Досенко, Сергій Кинякін, Микола Чуприна, Ґіртс Вілкс) не зумів пройти до головного фіналу і посів загальне сьоме місце.
Після розпаду СРСР Кинякін виступав під прапором Білорусії. Брав участь в змаганнях двійок парних і четвірок парних, але жодного разу на призовий п'єдестал не потрапив.
На Олімпіаді 1996 в складі парної четвірки зайняв одинадцяте місце, після чого завершив спортивну кар'єру.